# Schillstraße 39 (Stralsund)
Das ehemalige Proviantmagazin ist ein Lagergebäude im Stadtgebiet Altstadt der Stadt Stralsund. Das denkmalgeschützte Gebäude mit der postalischen Adresse Schillstraße 39 befindet sich in der Schillstraße an der Ecke zur Mönchstraße.

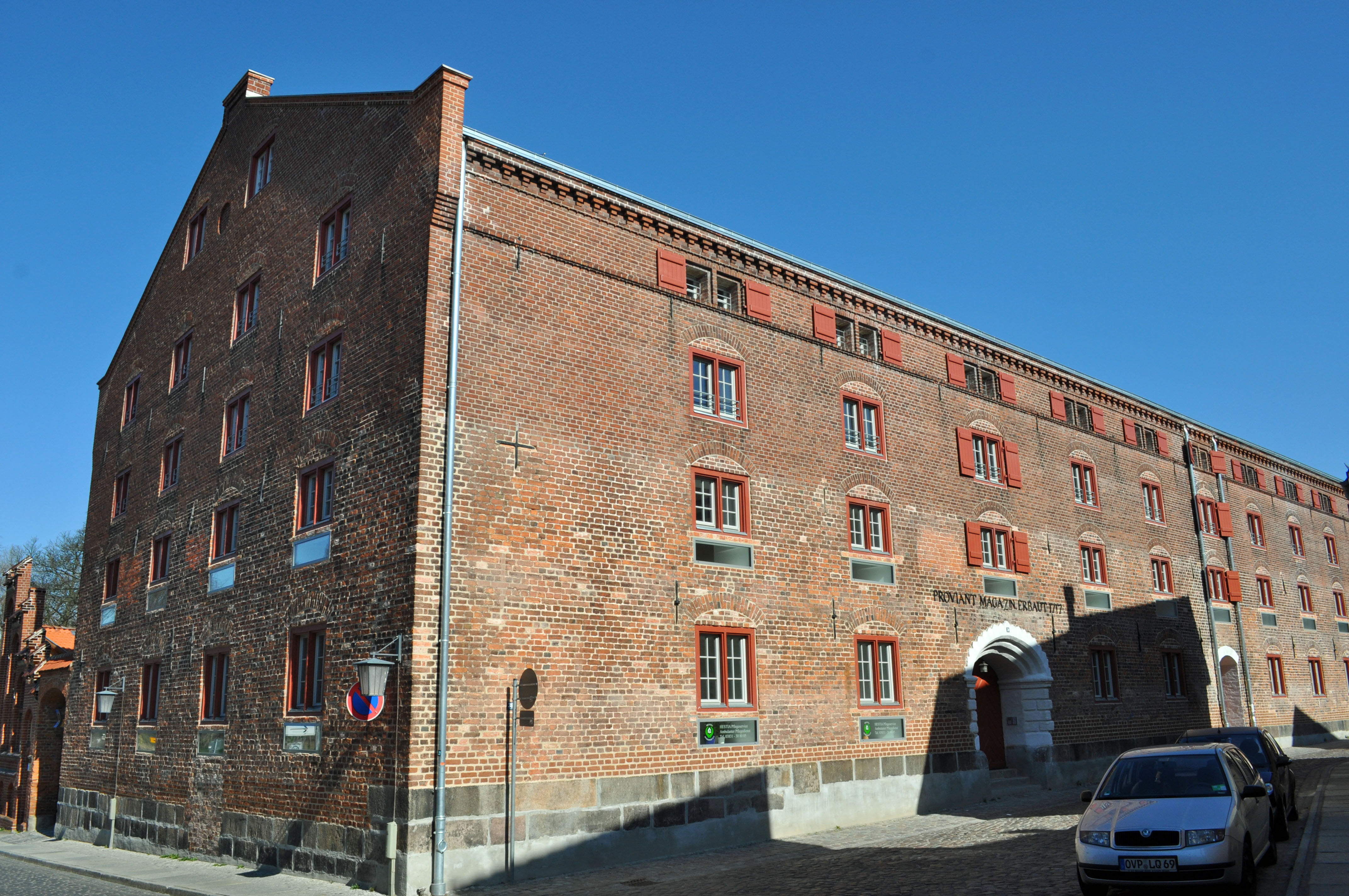
Proviant-Magazin in Stralsund

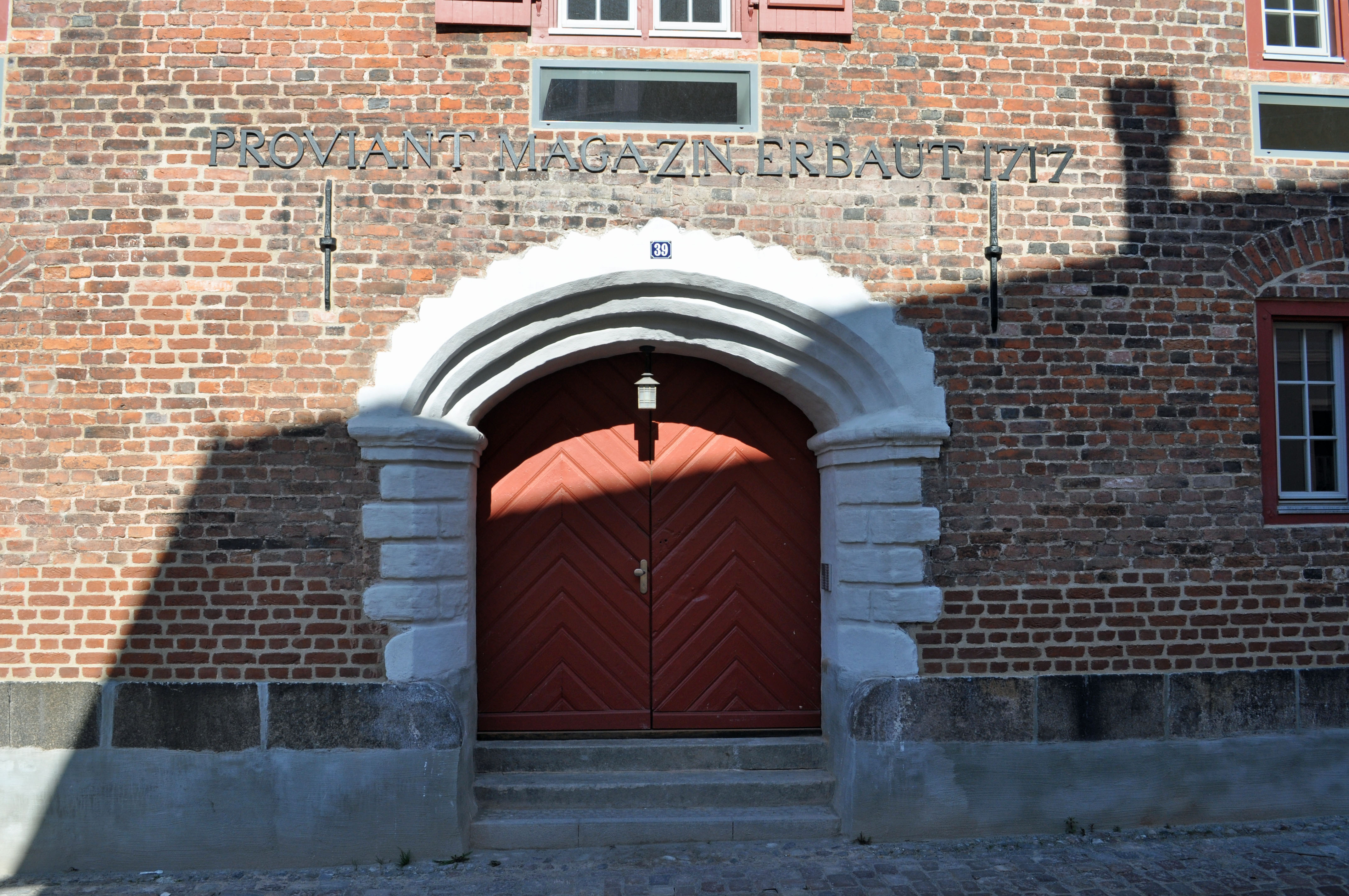
Detail am Stralsunder Proviant-Magazin

Das Proviantmagazin wurde während der Zugehörigkeit Stralsunds zum Königreich Schweden gebaut. Nach dem Stadtbrand vom 12. Juni 1680, der weite unbebaute Flächen zurückließ, wurde 1687 vom schwedischen König Karl XI. der Bau eines Kornmagazins befohlen. Eine Kommission u. a. mit den Mitgliedern Johann Hagemeister und Hermann Westphal schlug 1688 mehrere Bauplätze vor, darunter war auch der tatsächlich gewählte Platz in der damaligen Fischerstraße. Der Bau des zweigeschossigen Magazins dauerte von 1689 bis 1699 und ist bereits 1706 in schwedischen Karten verzeichnet. Die Jahreszahl 1717 über dem Eingang bildet also ein falsches Baujahr ab; die Gründe dafür sind derzeit unbekannt.
1879 wurden anderthalb Etagen aufgestockt. Als Lager der jeweiligen Militäre wurde das Gebäude bis zum Ende des Zweiten Weltkrieges genutzt, danach durch die Deutsche Saatgut-Handelszentrale.
In den Jahren 2010/2011 wurde das Proviantmagazin in eine Altenwohnanlage umgebaut.
Das Haus liegt im Kerngebiet des von der UNESCO als Weltkulturerbe anerkannten Stadtgebietes des Kulturgutes „Historische Altstädte Stralsund und Wismar“. In die Liste der Baudenkmale in Stralsund ist es mit der Nummer 692 eingetragen.